# Argentina sialis
Argentina sialis és una espècie de peix pertanyent a la família dels argentínids.

## Descripció
- Pot arribar a fer 22 cm de llargària màxima i 99,2 g de pes.
- Nombre de vèrtebres: 47-49.
- 10-13 radis tous a l'aleta dorsal i 11-15 a l'anal.[5][6]

## Reproducció
És ovípar amb larves i ous pelàgics.

## Depredadors
Als Estats Units és depredat pel lleó marí de Califòrnia (Zalophus californianus).

## Hàbitat
És un peix demersal, marí i d'aigua salabrosa que viu entre 11 i 274 m de fondària.

## Distribució geogràfica
Es troba al Pacífic oriental: des de la desembocadura del riu Colúmbia (Oregon, els Estats Units) fins al sud de la Baixa Califòrnia i el golf de Califòrnia.

## Longevitat
Pot assolir els cinc anys.

## Observacions
És inofensiu per als humans.